# Ricky Polston

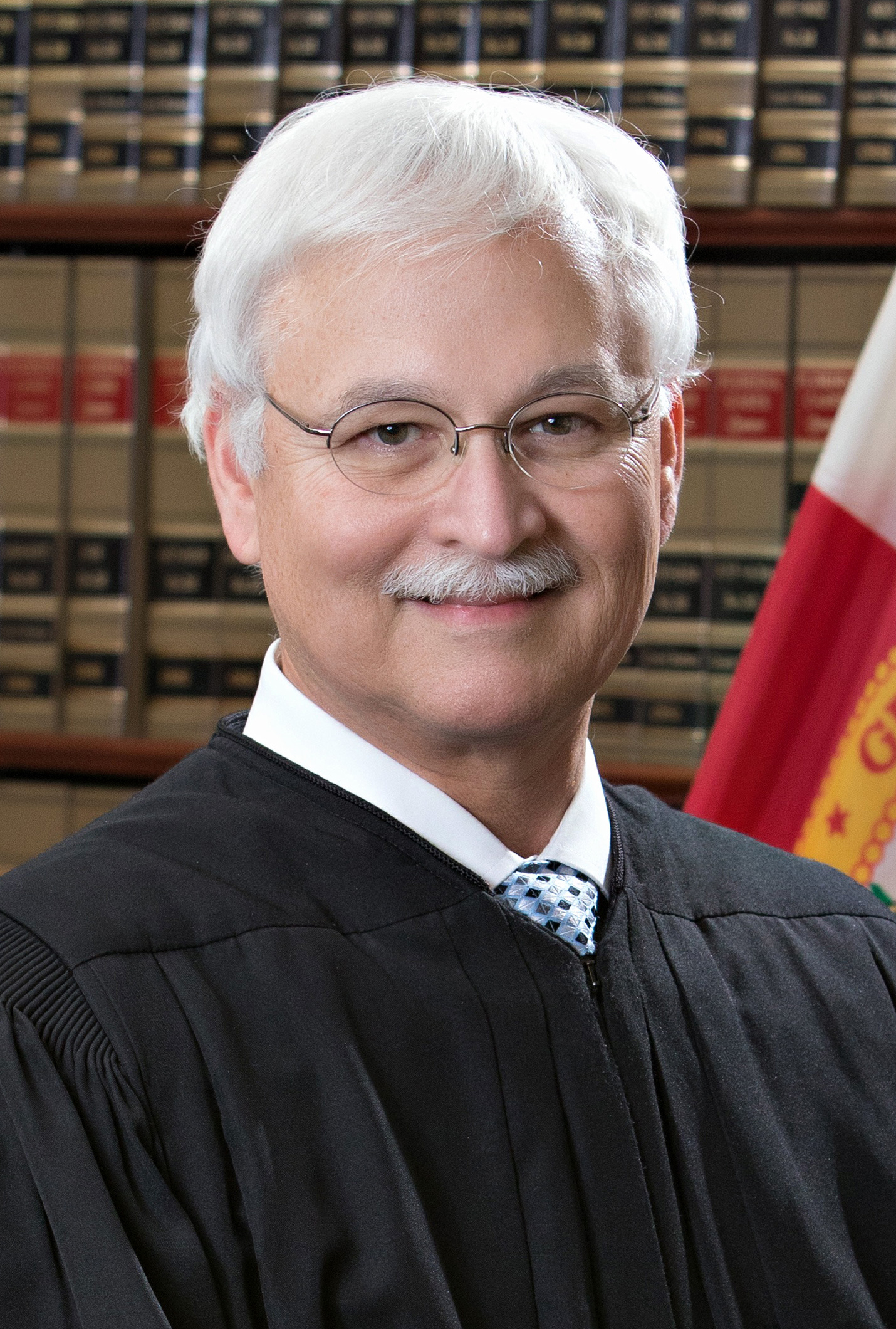
Ricky Polston (2019)

Ricky L. Polston (* 24. November 1955 in Dothan, Alabama) ist ein US-amerikanischer Jurist, welcher seit 2008 als Richter am Supreme Court of Florida amtiert. Zwischen 2012 und 2014 war er dessen Chief Justice (Oberster Richter).

## Werdegang
Polston wurde in Alabama geboren und wuchs in Graceville in Florida auf. Er erhielt zuerst ein Associate degree des Chipola College in Marianna, studierte danach Rechtswissenschaften an der Florida State University. Diese schloss er 1986 ab.
Polston arbeitete von 1977 bis 1984 als Wirtschaftsprüfer. Später war Polston von 1987 bis 2000 als Anwalt tätig. Gouverneur Jeb Bush ernannte ihn am 2. Januar 2001 zum Richter am Berufungsgericht des Ersten Bezirks von Florida, wo er bis zu seiner Ernennung zum Obersten Gerichtshof von Florida tätig war.
Gouverneur Charlie Crist ernannte Polston am 1. Oktober 2008 zum Richter am Supreme Court of Florida, um Richter Kenneth B. Bell nachzufolgen, der wieder als Anwalt tätig wurde. 2010 und 2016 wurde Polston in seiner Position wiedergewählt. Ab 1. Juli 2012 amtierte er als vorsitzender Richter dieses Gerichtes, nachdem er von seinen Kollegen für die zweijährige Amtszeit als Nachfolger von Charles T. Canady einstimmig gewählt wurde.
Seit 2003 arbeitete Polston auch als außerordentlicher Professor am Florida State University College of Law und unterrichtete dort mehrere Jahre den Kurs zu Floridas Verfassungsrecht.

### Privates
Polston ist mit der Kinderbuchautorin Deborah Ehler Polston verheiratet und hat mit dieser zehn Kinder, wovon sechs adoptiert sind.